# Bézu-le-Guéry
Pour les articles homonymes, voir Bézu et Guéry (homonymie).
Bézu-le-Guéry est une commune française située dans le département de l'Aisne en région Hauts-de-France.

## Géographie
La commune se situe entre champs et forêts en dehors des grandes voies de communication, cependant, elle est proche de l'autoroute A4, de la sortie Montreuil-aux-Lions et de la gare SNCF Nanteuil-Saâcy.
Bézu-le-Guéry est située à 7 km au nord-ouest de Charly-sur-Marne et à 17 km au sud-ouest de Château-Thierry.

### Communes limitrophes
| Montreuil-aux-Lions             | Marigny-en-Orxois                   | Coupru                        |
| Sainte-Aulde (Seine-et-Marne)   | Bézu-le-Guéry                       | Domptin, Villiers-Saint-Denis |
| Méry-sur-Marne (Seine-et-Marne) | Nanteuil-sur-Marne (Seine-et-Marne) | Crouttes-sur-Marne            |

### Lieux-dits et écarts
- Pisseloup (partagé avec Montreuil-aux-Lions).

### Voies de communication et transports
Gare de Nanteuil - Saâcy à 4 km.

### Hydrographie
La commune est située dans le bassin Seine-Normandie. Elle est drainée par le cours d'eau 01 de la Grange des Bois, le cours d'eau 01 de la Pente, le fossé 01 des Tournails, le fossé 01 du Grand Sable et le ru de Bezu,,.

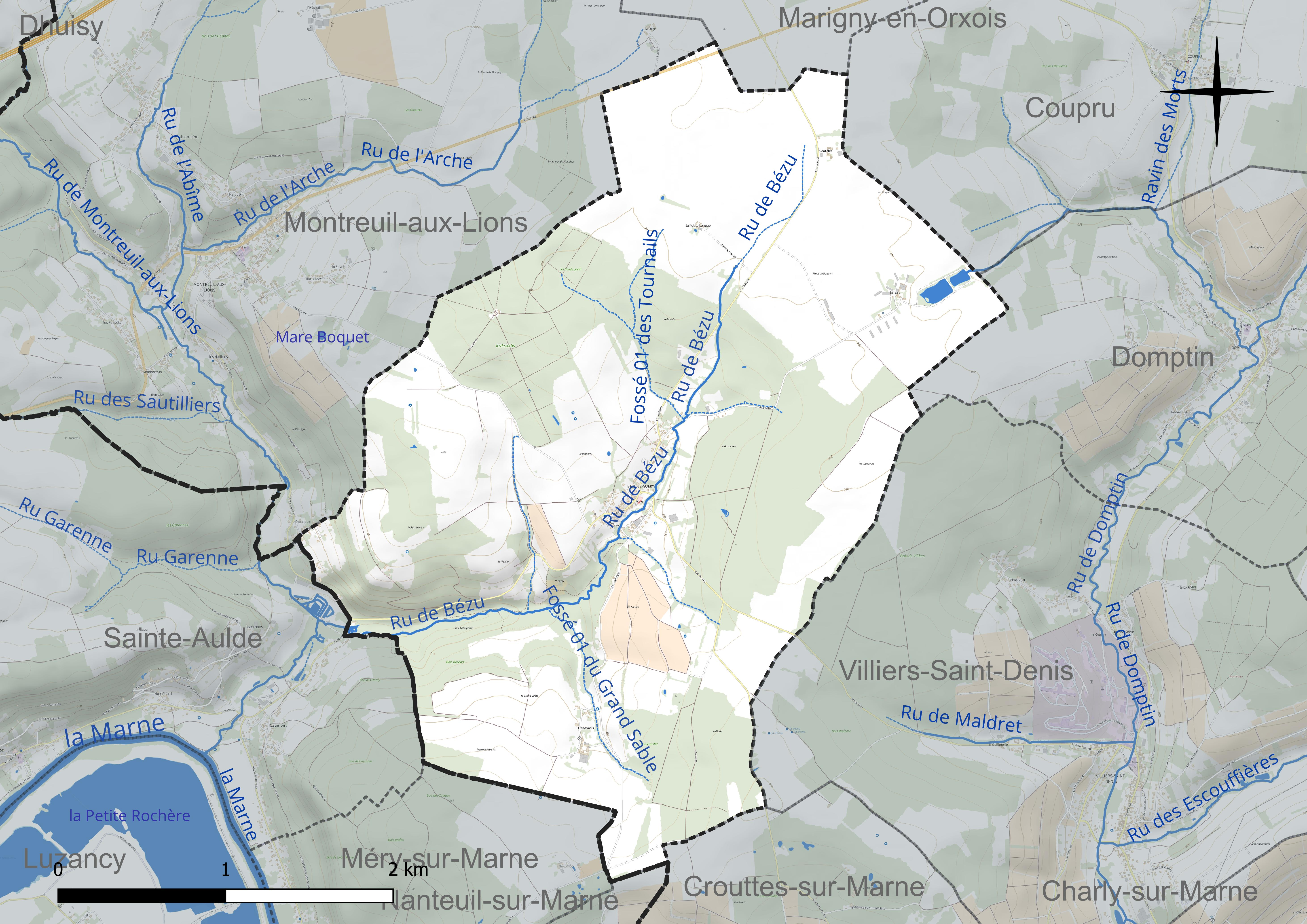
Réseau hydrographique de Bézu-le-Guéry.

### Climat
Pour des articles plus généraux, voir Climat des Hauts-de-France et Climat de l'Aisne.
En 2010, le climat de la commune est de type climat océanique dégradé des plaines du Centre et du Nord, selon une étude du CNRS s'appuyant sur une série de données couvrant la période 1971-2000. En 2020, Météo-France publie une typologie des climats de la France métropolitaine dans laquelle la commune est exposée à un climat océanique altéré et est dans la région climatique Nord-est du bassin Parisien, caractérisée par un ensoleillement médiocre, une pluviométrie moyenne régulièrement répartie au cours de l'année et un hiver froid (3 °C).
Pour la période 1971-2000, la température annuelle moyenne est de 10,3 °C, avec  une amplitude thermique annuelle de 14,8 °C. Le cumul annuel moyen de précipitations est de 778 mm, avec 11,6 jours de précipitations en janvier et 8,4 jours en juillet. Pour la période 1991-2020 la température moyenne annuelle observée sur la station météorologique la plus proche, située sur la commune de Saint-Cyr-sur-Morin à 12 km à vol d'oiseau, est de 11,2 °C et le cumul annuel moyen de précipitations est de 814,8 mm,. Pour l'avenir, les paramètres climatiques de la commune estimés pour 2050 selon différents scénarios d'émission de gaz à effet de serre sont consultables sur un site dédié publié par Météo-France en novembre 2022.

## Urbanisme

### Typologie
Au 1er janvier 2024, Bézu-le-Guéry est catégorisée commune rurale à habitat dispersé, selon la nouvelle grille communale de densité à 7 niveaux définie par l'Insee en 2022.
Elle est située hors unité urbaine. Par ailleurs la commune fait partie de l'aire d'attraction de Paris, dont elle est une commune de la couronne,.

### Occupation des sols
L'occupation des sols de la commune, telle qu'elle ressort de la base de données européenne d'occupation biophysique des sols Corine Land Cover (CLC), est marquée par l'importance des territoires agricoles (61,6 % en 2018), une proportion sensiblement équivalente à celle de 1990 (60,9 %). La répartition détaillée en 2018 est la suivante : 
terres arables (47,5 %), forêts (38,4 %), prairies (11,9 %), cultures permanentes (2,2 %).
L'évolution de l'occupation des sols de la commune et de ses infrastructures peut être observée sur les différentes représentations cartographiques du territoire : la carte de Cassini (XVIIIe siècle), la carte d'état-major (1820-1866) et les cartes ou photos aériennes de l'IGN pour la période actuelle (1950 à aujourd'hui).

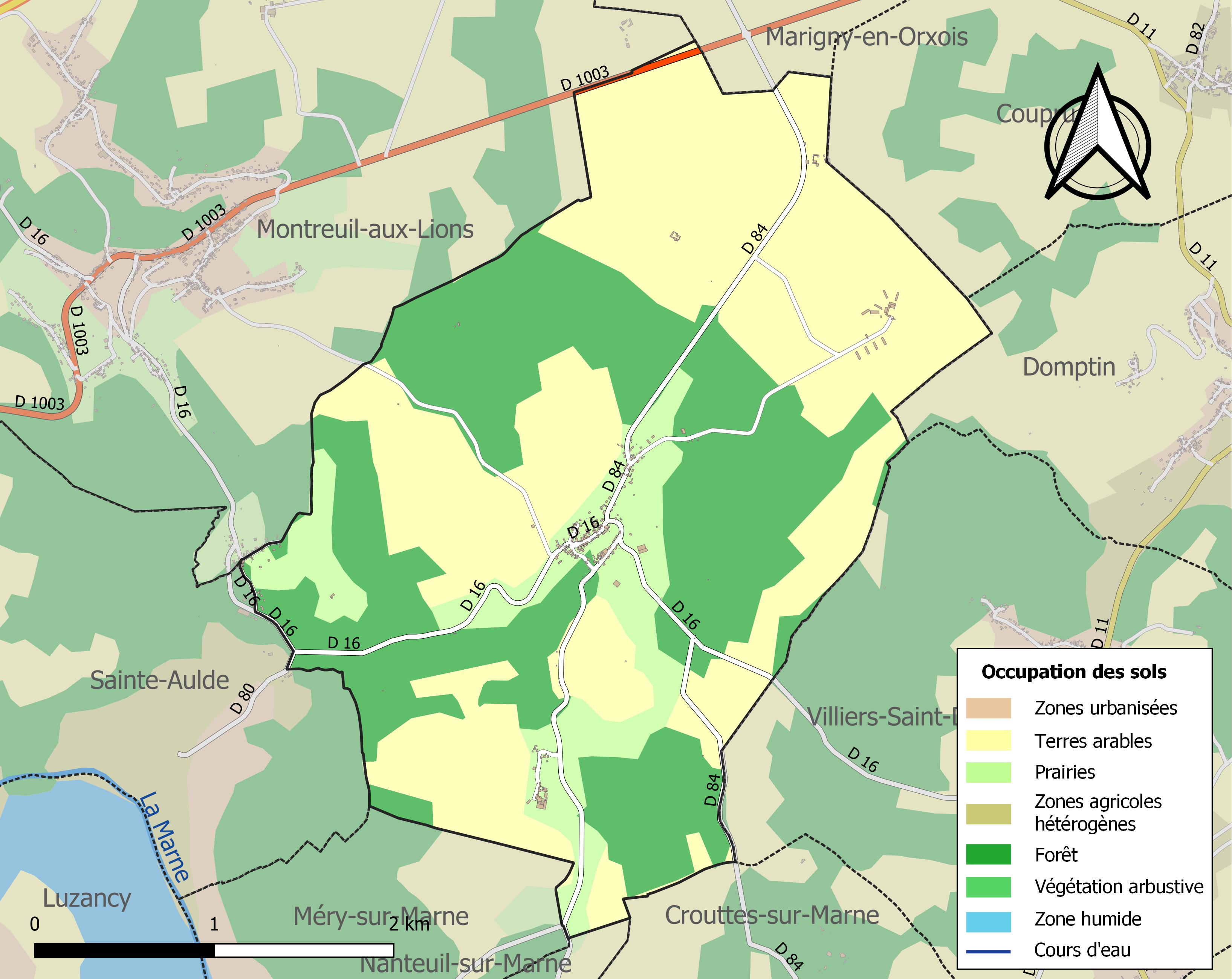
Carte des infrastructures et de l'occupation des sols de la commune en 2018 (CLC).

## Toponymie
Le nom de la localité est attesté sous les formes Altare de villa que Besuacus-Vastatus (1186), Besuacus qu'il faut probablement lire *Besucus ; Bezu-lez-Guery (1567) ; Bezu-le-Guerri (1573) ; Bezu-les-Guary (1679).
Voir toponymie de Bézu-la-Forêt.
Guéry est une des nombreuses variantes du prénom Goëri ou Goëry, nom d'un évêque également appelé Saint Goëry de Metz qui régna de 629 à 647.

## Histoire

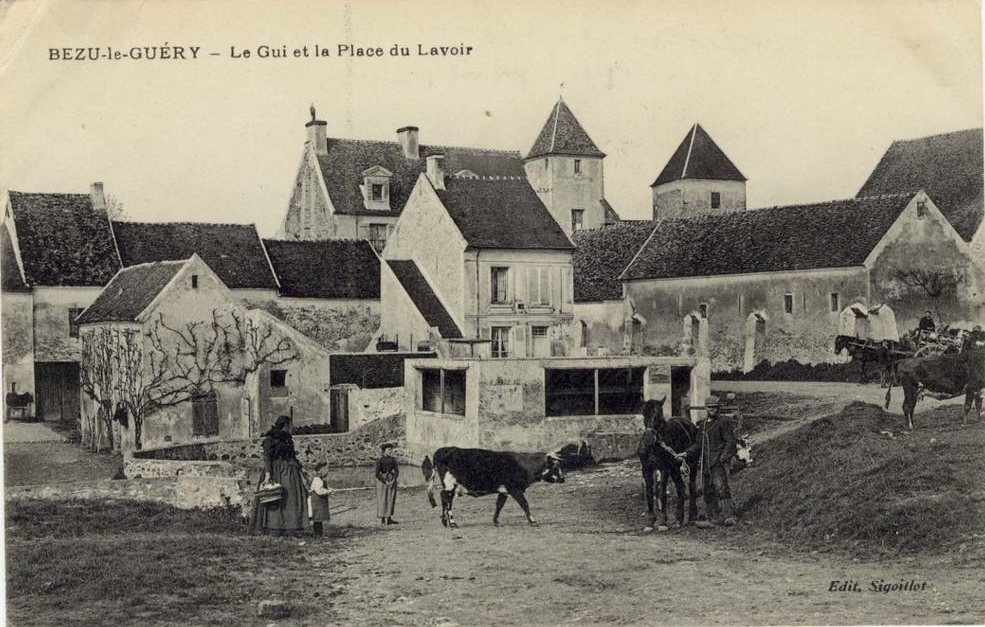
Carte postale du village vers 1910.

Bézu-le-Guéry était autrefois une vicomté : ses seigneurs étaient des vicomtes, titre attaché à la seigneurie du lieu. Le dernier seigneur était De Forget, capitaine des fauconniers. Plus tard, le comte de Boisrouvraye, capitaine de chevalerie, « comte de Villiers, Domptin, Champversy et d'autres lieux », réside de préférence à Champversy (hameau de Bézu-le-Guéry). En 1789, le comte de Boisrouvraye représente la région aux États généraux.
Le 10 juillet 1790, il siège à l'Assemblée constituante.
La chute de la monarchie, les événements de 1792, le contraignirent à fuir. Il meurt en exil en 1800. La comtesse revient habiter le château de Villers qui sans doute, du fait de sa présence, est sauvé du désastre, tandis que le château de Champversy est abandonné et démoli.
Le village de Bézu-le-Guéry n'a pas souffert des bombardements, n'étant ni un point stratégique, ni un lieu de concentration de troupes. Il y eut néanmoins quelques escarmouches au début de 1914 entre les Britanniques et les arrière-gardes de l'armée allemande en retraite après la bataille de la Marne. Le village fut toutefois pillé par l'occupant. Les troupes françaises, puis la 2e division américaine occupèrent successivement les bois et les grandes fermes de La Longue, Larget et Ventelet.

## Politique et administration

### Découpage territorial
La commune de Bézu-le-Guéry est membre de la communauté de communes du Canton de Charly-sur-Marne, un établissement public de coopération intercommunale (EPCI) à fiscalité propre créé le 29 décembre 1995 dont le siège est à Charly-sur-Marne. Ce dernier est par ailleurs membre d'autres groupements intercommunaux.
Sur le plan administratif, elle est rattachée à l'arrondissement de Château-Thierry, au département de l'Aisne et à la région Hauts-de-France. Sur le plan électoral, elle dépend du  canton d'Essômes-sur-Marne pour l'élection des conseillers départementaux, depuis le redécoupage cantonal de 2014 entré en vigueur en 2015, et de la cinquième circonscription de l'Aisne  pour les élections législatives, depuis le dernier découpage électoral de 2010.

### Administration municipale

#### Liste des maires
| Période                                  | Période                       | Identité             | Étiquette | Qualité                                    |
| ---------------------------------------- | ----------------------------- | -------------------- | --------- | ------------------------------------------ |
| Les données manquantes sont à compléter. |                               |                      |           |                                            |
| 1995                                     | mars 2014                     | Jean-Pierre Delaitre |           |                                            |
| mars 2014                                | En cours (au 11 juillet 2020) | Philippe Guyon       | SE        | Agriculteur Réélu pour le mandat 2020-2026 |

## Population et société

### Démographie
L'évolution du nombre d'habitants est connue à travers les recensements de la population effectués dans la commune depuis 1793. Pour les communes de moins de 10 000 habitants, une enquête de recensement portant sur toute la population est réalisée tous les cinq ans, les populations de référence des années intermédiaires étant quant à elles estimées par interpolation ou extrapolation. Pour la commune, le premier recensement exhaustif entrant dans le cadre du nouveau dispositif a été réalisé en 2007.

En 2022, la commune comptait 250 habitants, en évolution de −3,85 % par rapport à 2016 (Aisne : −1,97 %, France hors Mayotte : +2,11 %).
| 1793 | 1800 | 1806 | 1821 | 1831 | 1836 | 1841 | 1846 | 1851 |
| ---- | ---- | ---- | ---- | ---- | ---- | ---- | ---- | ---- |
| 344  | 370  | 347  | 347  | 349  | 370  | 350  | 357  | 332  |

| 1856 | 1861 | 1866 | 1872 | 1876 | 1881 | 1886 | 1891 | 1896 |
| ---- | ---- | ---- | ---- | ---- | ---- | ---- | ---- | ---- |
| 307  | 282  | 276  | 280  | 275  | 273  | 264  | 260  | 233  |

| 1901 | 1906 | 1911 | 1921 | 1926 | 1931 | 1936 | 1946 | 1954 |
| ---- | ---- | ---- | ---- | ---- | ---- | ---- | ---- | ---- |
| 215  | 221  | 193  | 172  | 205  | 202  | 175  | 169  | 156  |

| 1962 | 1968 | 1975 | 1982 | 1990 | 1999 | 2006 | 2007 | 2012 |
| ---- | ---- | ---- | ---- | ---- | ---- | ---- | ---- | ---- |
| 149  | 153  | 121  | 138  | 165  | 204  | 238  | 243  | 260  |

| 2017 | 2022 | - | - | - | - | - | - | - |
| ---- | ---- | - | - | - | - | - | - | - |
| 260  | 250  | - | - | - | - | - | - | - |

## Économie
Village situé dans la zone d'appellation Champagne de l'Aisne.

## Culture locale et patrimoine

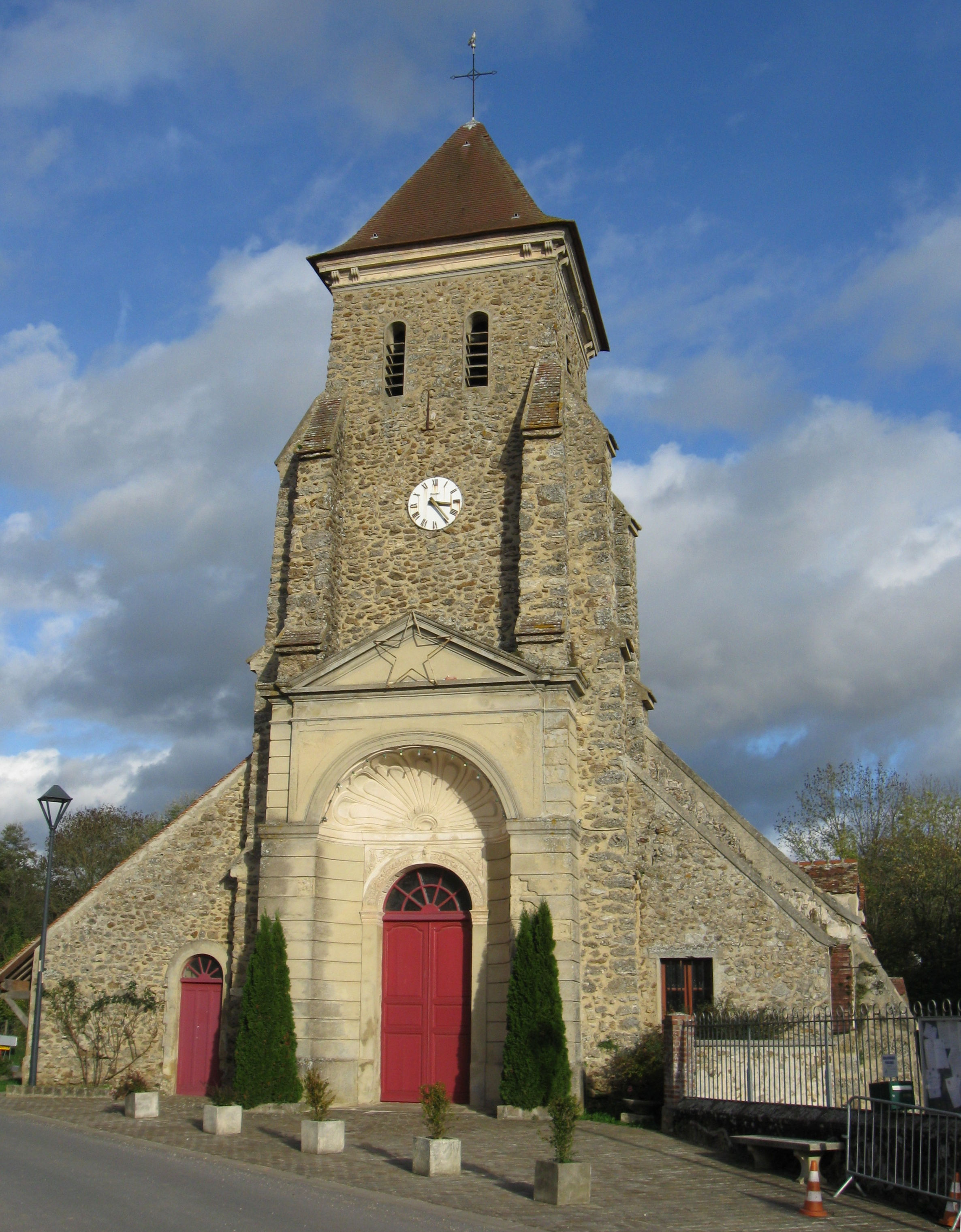
L'église Saint-Rufin-et-Saint-Valère.

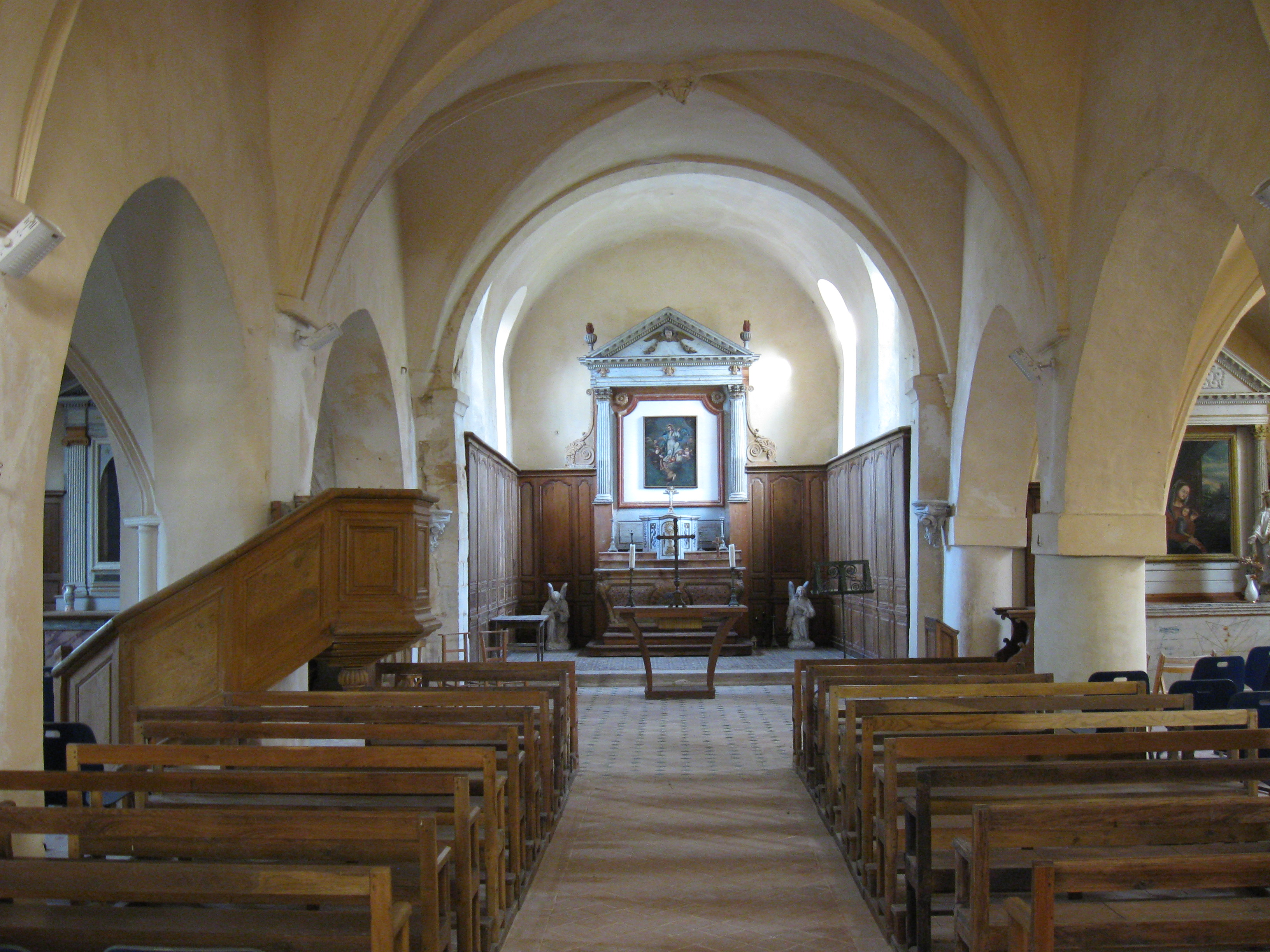
Intérieur de l'église.

### Lieux et monuments
- Église placée sous le vocable de Saint-Rufin-et-Saint-Valère.

L'église actuelle date de XVe siècle, rehaussée au XVIIIe siècle d'une voute de pierre et agrémentée d'un porche avec coquille.
Le clocher a été reconstruit aux XIXe et XXe siècles.
Les boiseries et le pavement de la partie antérieure du chœur sont du XVIIe siècle, restaurés début XXIe siècle ainsi que les tableaux.
Création des vitraux de la nef en 2008.
L'église a été transformée en hôpital de campagne en juin 1918.
- Ferme de La Longue (lieu-dit la Petite Longue).

### Héraldique
| Blason de Bézu-le-Guéry | Blason  | De gueules au chevron d'argent chargé d'un lion de sable et de deux burelles ondées d'azur, accompagné en chef, à dextre, d'une harpe d'or, à senestre d'une grappe de raisin de pourpre, tigée d'or et feuillée de sinople et, en pointe, du portail de l'église du lieu d'or. |
| Blason de Bézu-le-Guéry | Détails | Le statut officiel du blason reste à déterminer. |

## Pour approfondir